# Peng-Peng Lee
 Christine Peng Lee (Scarborough, 27 de junho de 1993) é uma ginasta canadense que compete em provas de ginástica artística. 
Peng fez parte da equipe canadense que disputou os Jogos Pan-americanos de 2007 no Rio de Janeiro.

## Carreira
Peng fez sua estreia em eventos em 2004, aos onze anos, disputando o Elite Canada. No ano posterior, no Nacional Canadense, conquistou o ouro no solo e a prata no concurso geral. Em 2006, disputou o Campeonato Nacional, no qual conquistou cinco medalhas, duas delas de ouro.
Em 2007, disputou os Jogos Pan-Americanos do Rio de Janeiro. Neles, conquistou – ao lado de Stéphanie Desjardins-Labelle, Ti Liu, Charlotte Mackie, Brittany Rogers e Emma Willis – a medalha de bronze na disputa por equipes, atrás das norte-americanas e das brasileiras, medalhistas de ouro e prata respectivamente. Classificada para mais três finais individuais – geral individual, trave e solo -, Peng não obtivera bons resultados. Na primeira, a do individual geral, não ultrapassou a quinta colocação e terminou empatada com a brasileira Daniele Hypólito, sob o score total de 57,300 pontos. Nas finais por aparelhos cometeu alguns erros: sofreu três quedas da trave e encerrou a competição na última posição (oitava). No mesmo dia, desconcentrada pelos resultados anteriores, Peng novamente encerrou um evento sem medalhas, no quarto lugar. As ginastas Rebecca Bross, Shawn Johnson e Jade Barbosa foram as medalhistas. No compromisso seguinte, deu-se nova edição do Elite Canada. Nele, conquistou o ouro no solo, a prata no concurso geral e o bronze nas barras assimétricas e na trave de equilíbrio.
No ano posterior, Peng competiu no Gymnix pela categoria júnior, no qual conquistou um ouro na trave. Nas outras finais, terminou em quinto lugar no salto e em oitavo no solo. Em outra competição internacional, ainda no mesmo ano, a ginasta participou do Pacific Rim, no qual conquistou a medalha de prata na disputa por equipes. As norte-americanas foram as medalhistas de ouro e as chinesas, as de bronze. No último evento do ano, participou do Campeonato Nacional, disputado em Calgary. Nele, conquistou o ouro na trave e no solo e o bronze na prova geral individual.

## Principais resultados
| Ano  | Evento                                 | AA                | Equipe            | Salto sobre o cavalo | Trave            | Barras assimétricas | Solo             |
| ---- | -------------------------------------- | ----------------- | ----------------- | -------------------- | ---------------- | ------------------- | ---------------- |
| 2004 | Elite Canada                           | Medalha de bronze |                   | Medalha de bronze    | Medalha de ouro  | 9º                  | Medalha de ouro  |
| 2005 | Campeonato Nacional Canadense          | Medalha de prata  |                   | 6º                   | Medalha de ouro  |                     | Medalha de ouro  |
| 2006 | Elite Canada                           | Medalha de ouro   |                   |                      | Medalha de ouro  | Medalha de ouro     | Medalha de ouro  |
| 2006 | Campeonato Nacional Canadense          | Medalha de ouro   |                   | Medalha de prata     | Medalha de ouro  | Medalha de prata    | Medalha de prata |
| 2007 | Jogos Pan-Americanos                   | 5º                | Medalha de bronze |                      | 8º               |                     | 4º               |
| 2007 | Campeonato Nacional Canadense (júnior) | Medalha de prata  |                   |                      | Medalha de prata |                     |                  |
| 2008 | Gymnix                                 |                   |                   |                      | Medalha de ouro  |                     |                  |
| 2008 | Pacific Rim                            |                   | Medalha de prata  |                      |                  |                     |                  |
| 2008 | Campeonato Nacional Canadense          | Medalha de bronze |                   |                      | Medalha de ouro  | 5º                  | Medalha de ouro  |
| 2011 | Jogos Pan-Americanos                   | 4º                | Medalha de prata  |                      |                  | 4°                  |                  |